# Solo Ignace Randrasana
Solo Ignace Randrasana, né le 15 septembre 1943 à Ambatomanga (Madagascar) et mort à l’hôpital militaire de Soavinandriana le 26 août 2011 est un réalisateur malgache. 
Il est connu par son film Ilo tsy very qui relate l’insurrection malgache de 1947.

## Filmographie
- 1973 : Very Remby[2]
- 1974 : Le Retour[3]
- 1987 : Ilo tsy very[4]
- 1995 : Liza[4]
- 2008 : Sambatra[4],[5]

## Prix
- 1974 : Prix Jean Soutter - festival de Dinard (France)[6],[7]